# НХЛ у сезоні 1949—1950
НХЛ у сезоні 1949/1950 — 33-й регулярний чемпіонат НХЛ. Сезон стартував 12 жовтня 1949. Закінчився фінальним матчем Кубка Стенлі 23 квітня 1950 між Детройт Ред-Вінгс та Нью-Йорк Рейнджерс перемогою «червоних крил» 4:3 в матчі та 4:3 в серії. Це четверта перемога в Кубку Стенлі Детройта.

## Матч усіх зірок НХЛ
3-й матч усіх зірок НХЛ пройшов 10 жовтня 1949 року в Торонто: Торонто Мейпл-Ліфс — Усі зірки 1:3 (1:1, 0:1, 0:1).

## Підсумкова турнірна таблиця
| # | Команда            | І  | В  | П  | Н  | ШЗ  | ШП  | Очки |
| - | ------------------ | -- | -- | -- | -- | --- | --- | ---- |
| 1 | Детройт Ред-Вінгс  | 70 | 37 | 19 | 14 | 229 | 164 | 88   |
| 2 | Монреаль Канадієнс | 70 | 29 | 22 | 19 | 172 | 150 | 77   |
| 3 | Торонто Мейпл-Ліфс | 70 | 31 | 27 | 12 | 176 | 173 | 74   |
| 4 | Нью-Йорк Рейнджерс | 70 | 28 | 31 | 11 | 170 | 189 | 67   |
| 5 | Бостон Брюїнс      | 70 | 22 | 32 | 16 | 198 | 228 | 60   |
| 6 | Чикаго Блек Гокс   | 70 | 22 | 38 | 10 | 203 | 244 | 54   |

## Найкращі бомбардири
| Гравець     | Команда            | І  | Г  | П  | О  | ШХ  |
| ----------- | ------------------ | -- | -- | -- | -- | --- |
| Тед Ліндсей | Детройт Ред-Вінгс  | 69 | 23 | 55 | 78 | 141 |
| Сід Абель   | Детройт Ред-Вінгс  | 69 | 34 | 35 | 69 | 46  |
| Горді Хоу   | Детройт Ред-Вінгс  | 70 | 35 | 33 | 68 | 69  |
| Моріс Рішар | Монреаль Канадієнс | 70 | 43 | 22 | 65 | 114 |
| Пол Ронті   | Бостон Брюїнс      | 70 | 23 | 36 | 59 | 8   |

## Плей-оф

### Півфінали
| - 28 березня. Торонто - Детройт 5:0 - 30 березня. Торонто - Детройт 1:3 - 1 квітня. Детройт - Торонто 0:2 - 4 квітня. Детройт - Торонто 2:1 2ОТ - 6 квітня. Торонто - Детройт 2:0 - 8 квітня. Детройт - Торонто 4:0 - 9 квітня. Торонто - Детройт 0:1 Серія: Детройт - Торонто 4-3 | - 29 березня. Монреаль - Нью-Йорк Рейнджерс 1:3 - 1 квітня. Нью-Йорк Рейнджерс - Монреаль 3:2 - 2 квітня. Монреаль - Нью-Йорк Рейнджерс 1:4 - 4 квітня. Нью-Йорк Рейнджерс - Монреаль 2:3 ОТ - 6 квітня. Монреаль - Нью-Йорк Рейнджерс 3:0 Серія: Нью-Йорк Рейнджерс - Монреаль 4-1 |

### Фінал
- 11 квітня. Нью-Йорк Рейнджерс - Детройт 1:4
- 13 квітня. Детройт - Нью-Йорк Рейнджерс 1:3
- 15 квітня. Детройт - Нью-Йорк Рейнджерс 4:0
- 18 квітня. Нью-Йорк Рейнджерс - Детройт 4:3 ОТ
- 20 квітня. Нью-Йорк Рейнджерс - Детройт 2:1 ОТ
- 22 квітня. Нью-Йорк Рейнджерс - Детройт 4:5
- 23 квітня. Нью-Йорк Рейнджерс - Детройт 3:4 2ОТ

Серія: Детройт - Нью-Йорк Рейнджерс 4-3
Найкращий бомбардир плей-оф
| Гравець     | Клуб     | І  | Г | П | О  |
| ----------- | -------- | -- | - | - | -- |
| Пентті Лунд | Нью-Йорк | 12 | 6 | 5 | 11 |

## Призи та нагороди сезону
| Нагороди                 | Гравець      | Команда            |
| ------------------------ | ------------ | ------------------ |
| Пам'ятний трофей Колдера | Джек Желіно  | Бостон Брюїнс      |
| Трофей Арта Росса        | Тед Ліндсей  | Детройт Ред-Вінгс  |
| Пам'ятний трофей Гарта   | Чак Рейнер   | Нью-Йорк Рейнджерс |
| Приз Леді Бінг           | Едгар Лапрад | Нью-Йорк Рейнджерс |
| Трофей Везини            | Білл Дернан  | Монреаль Канадієнс |

| Нагорода               | Клуб               |
| ---------------------- | ------------------ |
| Приз принца Уельського | Детройт Ред-Вінгс  |
| Приз О'Брайна          | Нью-Йорк Рейнджерс |
| Кубок Стенлі           | Детройт Ред-Вінгс  |

## Команда всіх зірок
| Перша команда                   | Позиція              | Друга команда                   |
| ------------------------------- | -------------------- | ------------------------------- |
| Білл Дернан, Монреаль Канадієнс | Воротар              | Чак Рейнер, Нью-Йорк Рейнджерс  |
| Гас Мортсон, Торонто Мейпл-Ліфс | Захисник             | Лео Рейз, Детройт Ред-Вінгс     |
| Кен Ріардон, Монреаль Канадієнс | Захисник             | Ред Келлі, Детройт Ред-Вінгс    |
| Сід Абель, Детройт Ред-Вінгс    | Центральний нападник | Тед Кеннеді, Торонто Мейпл-Ліфс |
| Моріс Рішар, Монреаль Канадієнс | Правий нападник      | Горді Хоу, Детройт Ред-Вінгс    |
| Тед Ліндсей, Детройт Ред-Вінгс  | Лівий нападник       | Тоні Лесвік, Нью-Йорк Рейнджерс |